# Coppa Davis 2024 Zona America Gruppo III
La Zona Americana del Gruppo Mondiale III è il terzo livello della Coppa Davis 2024.

## Nazioni partecipanti
- Bahamas
- Bermuda
- Costa Rica
- Rep. Dominicana
- Guatemala

- Giamaica
- Paraguay
- Porto Rico
- Venezuela

## Risultati
Data: 17-22 giugno 2024
Luogo: Club Internacional de Tenis, Asunción, Paraguay
Superficie: Terra rossa
Le nazioni sono divise in due gironi da quattro (gruppo A) e cinque (gruppo B) squadre:
- Le due vincitrici dei gironi e la vincitrice del play-off tra le due squadre seconde classificate vengono automaticamente promosse ai play-off del Gruppo Mondiale II 2025.
- La squadra classificatasi al quinto posto del gruppo B e la squadra sconfitta nel play-off tra le due quarte classificate saranno retrocesse nella Gruppo IV Zona Americana 2025.

### Teste di serie
| Pot | Nazione         | Rank1 | tds |
| --- | --------------- | ----- | --- |
| 1   | Paraguay        | 67    | 1   |
| 1   | Giamaica        | 68    | 2   |
| 2   | Rep. Dominicana | 72    | 3   |
| 2   | Costa Rica      | 74    | 4   |
| 3   | Venezuela       | 76    | 5   |
| 3   | Bermuda         | T83   | 6   |
| 4   | Guatemala       | 86    | 7   |
| 4   | Porto Rico      | 88    | 8   |
| 4   | Bahamas         | T90   | 9   |

- 1Ranking al 18 marzo 2024

### Round Robin

#### Gruppo A
|   |            | PAR | VEN | CRC | BAH | RR V-P       | Match V-P    | Set V-P       | Classifica |
| 1 | Paraguay   |     | 2-1 | 2-1 | 3-0 | 3-0 (100%)   | 7-2 (77.78%) | 15-5 (75%)    | 1          |
| 5 | Venezuela  | 1-2 |     | 3-0 | 3-0 | 2-1 (66.67%) | 7-2 (77.78%) | 15-7 (68.18%) | 2          |
| 4 | Costa Rica | 1-2 | 0-3 |     | 2-1 | 1-2 (33.33%) | 3-6 (33.33%) | 7-13 (35%)    | 3          |
| 9 | Bahamas    | 0-3 | 0-3 | 1-2 |     | 0-3 (0%)     | 1-8 (11.11%) | 4-16 (20%)    | 4          |

#### Gruppo B
|   |                 | DOM | PUR | JAM | BER | GUA | RR V-P     | Match V-P     | Set V-P        | Classifica |
| 3 | Rep. Dominicana |     | 3-0 | 2-1 | 3-0 | 2-1 | 4-0 (100%) | 10-2 (83.33%) | 22-4 (84.62%)  | 1          |
| 8 | Porto Rico      | 0-3 |     | 1-2 | 3-0 | 3-0 | 2-2 (50%)  | 7-5 (58.33%)  | 14-12 (53.85%) | 2          |
| 2 | Giamaica        | 1-2 | 2-1 |     | 1-2 | 2-1 | 2-2 (50%)  | 6-6 (50%)     | 13-13 (50%)    | 3          |
| 6 | Bermuda         | 0-3 | 0-3 | 2-1 |     | 2-1 | 2-2 (50%)  | 4-8 (33.33%)  | 9-17 (34.62%)  | 4          |
| 7 | Guatemala       | 1-2 | 0-3 | 1-2 | 1-2 |     | 0-4 (0%)   | 3-9 (25%)     | 7-19 (26.92%)  | 5          |

### Play-off
|                        | Squadra 1  | Punteggio | Squadra 2       |
| ---------------------- | ---------- | --------- | --------------- |
| Play-off               | Paraguay   | 0-2       | Rep. Dominicana |
| Play-off promozione    | Venezuela  | 2-0       | Porto Rico      |
| 5º - 6º posto          | Costa Rica | 2-0       | Bermuda         |
| Play-off retrocessione | Bahamas    | 0-2       | Giamaica        |

### Classifica finale
| Pos | Squadra         |
| --- | --------------- |
| 1.  | Rep. Dominicana |
| 2.  | Paraguay        |
| 3.  | Venezuela       |
| 4.  | Porto Rico      |
| 5.  | Costa Rica      |
| 6.  | Bermuda         |
| 7.  | Giamaica        |
| 8.  | Bahamas         |
| 9.  | Guatemala       |

- Rep. Dominicana,  Paraguay e  Venezuela qualificate per i play-off del Coppa Davis 2025 - Gruppo Mondiale II.
- Bahamas e  Guatemala retrocesse al Gruppo IV Zona America.

## Round Robin

### Gruppo A

#### Paraguay vs. Venezuela
| Paraguay 2 | Club Internacional de Tenis, Asunción, Paraguay 18 giugno 2024 Terra rossa | Club Internacional de Tenis, Asunción, Paraguay 18 giugno 2024 Terra rossa                  | Venezuela 1 |     |          |  |
| \| \| \| \| 1 \| 2 \| 3 \| \| \| - \| \| ------------------------------------------------------------------------------------------- \| ----- \| --- \| -------- \| \| \| 1 \| \| Martin Antonio Vergara del Puerto Brandon Perez \| 6 1 \| 5 7 \| 6 2 \| \| \| 2 \| \| Adolfo Daniel Vallejo Ricardo Rodriguez \| 6 2 \| 6 0 \| \| \| \| 3 \| \| Thiago Drozdowski / Hernando Jose Escurra Oscar Andres Martinez De Freitas / Sebastian Pino \| 610 7 \| 6 4 \| [9] [11] \| \| |                                                                            |                                                                                             |             |     |          |  |
| |                                                                            |                                                                                             | 1           | 2   | 3        |  |
| 1 | Paraguay (bandiera) · Venezuela (bandiera)                                 | Martin Antonio Vergara del Puerto Brandon Perez                                             | 6 1         | 5 7 | 6 2      |  |
| 2 | Paraguay (bandiera) · Venezuela (bandiera)                                 | Adolfo Daniel Vallejo Ricardo Rodriguez                                                     | 6 2         | 6 0 |          |  |
| 3 | Paraguay (bandiera) · Venezuela (bandiera)                                 | Thiago Drozdowski / Hernando Jose Escurra Oscar Andres Martinez De Freitas / Sebastian Pino | 610 7       | 6 4 | [9] [11] |  |

#### Costa Rica vs. Bahamas
| Costa Rica 2 | Club Internacional de Tenis, Asunción, Paraguay 18 giugno 2024 Terra rossa | Club Internacional de Tenis, Asunción, Paraguay 18 giugno 2024 Terra rossa | Bahamas 1 |     |      |  |
| \| \| \| \| 1 \| 2 \| 3 \| \| \| - \| \| ------------------------------------------------------------------------ \| --- \| --- \| ---- \| \| \| 1 \| \| Rodrigo Crespo Piedra Michael Major Jr \| 4 6 \| 5 7 \| \| \| \| 2 \| \| Christian Felipe Winstead Justin Roberts \| 5 7 \| 6 4 \| 7 65 \| \| \| 3 \| \| Rodrigo Crespo Piedra / Paulo Pocasangre Denali Nottage / Justin Roberts \| 6 0 \| 6 2 \| \| \| |                                                                            |                                                                            |           |     |      |  |
| |                                                                            |                                                                            | 1         | 2   | 3    |  |
| 1 | Costa Rica (bandiera) · Bahamas (bandiera)                                 | Rodrigo Crespo Piedra Michael Major Jr                                     | 4 6       | 5 7 |      |  |
| 2 | Costa Rica (bandiera) · Bahamas (bandiera)                                 | Christian Felipe Winstead Justin Roberts                                   | 5 7       | 6 4 | 7 65 |  |
| 3 | Costa Rica (bandiera) · Bahamas (bandiera)                                 | Rodrigo Crespo Piedra / Paulo Pocasangre Denali Nottage / Justin Roberts   | 6 0       | 6 2 |      |  |

#### Paraguay vs. Bahamas
| Paraguay 3 | Club Internacional de Tenis, Asunción, Paraguay 19 giugno 2024 Terra rossa | Club Internacional de Tenis, Asunción, Paraguay 19 giugno 2024 Terra rossa  | Bahamas 0 |     |   |  |
| \| \| \| \| 1 \| 2 \| 3 \| \| \| - \| \| --------------------------------------------------------------------------- \| --- \| --- \| - \| \| \| 1 \| \| Martin Antonio Vergara del Puerto Donte Armbrister \| 6 3 \| 6 3 \| \| \| \| 2 \| \| Adolfo Daniel Vallejo Justin Roberts \| 6 4 \| 6 1 \| \| \| \| 3 \| \| Thiago Drozdowski / Hernando Jose Escurra Michael Major Jr / Denali Nottage \| 6 2 \| 7 5 \| \| \| |                                                                            |                                                                             |           |     |   |  |
| |                                                                            |                                                                             | 1         | 2   | 3 |  |
| 1 | Paraguay (bandiera) · Bahamas (bandiera)                                   | Martin Antonio Vergara del Puerto Donte Armbrister                          | 6 3       | 6 3 |   |  |
| 2 | Paraguay (bandiera) · Bahamas (bandiera)                                   | Adolfo Daniel Vallejo Justin Roberts                                        | 6 4       | 6 1 |   |  |
| 3 | Paraguay (bandiera) · Bahamas (bandiera)                                   | Thiago Drozdowski / Hernando Jose Escurra Michael Major Jr / Denali Nottage | 6 2       | 7 5 |   |  |

#### Costa Rica vs. Venezuela
| Costa Rica 0 | Club Internacional de Tenis, Asunción, Paraguay 19 giugno 2024 Terra rossa | Club Internacional de Tenis, Asunción, Paraguay 19 giugno 2024 Terra rossa | Venezuela 3 |     |      |  |
| \| \| \| \| 1 \| 2 \| 3 \| \| \| - \| \| ------------------------------------------------------------------ \| ---- \| --- \| ---- \| \| \| 1 \| \| Rodrigo Crespo Piedra Brandon Perez \| 61 7 \| 3 6 \| \| \| \| 2 \| \| Christian Felipe Winstead Ricardo Rodriguez \| 2 6 \| 6 3 \| 62 7 \| \| \| 3 \| \| Luca Lo Nardo / Paulo Pocasangre Brandon Perez / Ricardo Rodriguez \| 4 6 \| 1 6 \| \| \| |                                                                            |                                                                            |             |     |      |  |
| |                                                                            |                                                                            | 1           | 2   | 3    |  |
| 1 | Costa Rica (bandiera) · Venezuela (bandiera)                               | Rodrigo Crespo Piedra Brandon Perez                                        | 61 7        | 3 6 |      |  |
| 2 | Costa Rica (bandiera) · Venezuela (bandiera)                               | Christian Felipe Winstead Ricardo Rodriguez                                | 2 6         | 6 3 | 62 7 |  |
| 3 | Costa Rica (bandiera) · Venezuela (bandiera)                               | Luca Lo Nardo / Paulo Pocasangre Brandon Perez / Ricardo Rodriguez         | 4 6         | 1 6 |      |  |

#### Paraguay vs. Costa Rica
| Paraguay 2 | Club Internacional de Tenis, Asunción, Paraguay 21 giugno 2024 Terra rossa | Club Internacional de Tenis, Asunción, Paraguay 21 giugno 2024 Terra rossa                              | Costa Rica 1 |     |     |  |
| \| \| \| \| 1 \| 2 \| 3 \| \| \| - \| \| ------------------------------------------------------------------------------------------------------- \| --- \| --- \| --- \| \| \| 1 \| \| Hernando Jose Escurra Rodrigo Crespo Piedra \| 6 3 \| 6 3 \| \| \| \| 2 \| \| Adolfo Daniel Vallejo Christian Felipe Winstead \| 6 2 \| 6 2 \| \| \| \| 3 \| \| Thiago Drozdowski / Martin Antonio Vergara del Puerto Rodrigo Crespo Piedra / Christian Felipe Winstead \| 6 7 \| 1 4 \| rit \| \| |                                                                            | |              |     |     |  |
| |                                                                            | | 1            | 2   | 3   |  |
| 1 | Paraguay (bandiera) · Costa Rica (bandiera)                                | Hernando Jose Escurra Rodrigo Crespo Piedra                                                             | 6 3          | 6 3 |     |  |
| 2 | Paraguay (bandiera) · Costa Rica (bandiera)                                | Adolfo Daniel Vallejo Christian Felipe Winstead                                                         | 6 2          | 6 2 |     |  |
| 3 | Paraguay (bandiera) · Costa Rica (bandiera)                                | Thiago Drozdowski / Martin Antonio Vergara del Puerto Rodrigo Crespo Piedra / Christian Felipe Winstead | 6 7          | 1 4 | rit |  |

#### Venezuela vs. Bahamas
| Venezuela 3 | Club Internacional de Tenis, Asunción, Paraguay 21 giugno 2024 Terra rossa | Club Internacional de Tenis, Asunción, Paraguay 21 giugno 2024 Terra rossa          | Bahamas 0 |     |     |  |
| \| \| \| \| 1 \| 2 \| 3 \| \| \| - \| \| ----------------------------------------------------------------------------------- \| --- \| --- \| --- \| \| \| 1 \| \| Brandon Perez Michael Major Jr \| 6 4 \| 6 1 \| \| \| \| 2 \| \| Ricardo Rodriguez Justin Roberts \| 4 6 \| 6 3 \| 6 4 \| \| \| 3 \| \| Oscar Andres Martinez De Freitas / Sebastian Pino Donte Armbrister / Denali Nottage \| 6 3 \| 6 1 \| \| \| |                                                                            |                                                                                     |           |     |     |  |
| |                                                                            |                                                                                     | 1         | 2   | 3   |  |
| 1 | Venezuela (bandiera) · Bahamas (bandiera)                                  | Brandon Perez Michael Major Jr                                                      | 6 4       | 6 1 |     |  |
| 2 | Venezuela (bandiera) · Bahamas (bandiera)                                  | Ricardo Rodriguez Justin Roberts                                                    | 4 6       | 6 3 | 6 4 |  |
| 3 | Venezuela (bandiera) · Bahamas (bandiera)                                  | Oscar Andres Martinez De Freitas / Sebastian Pino Donte Armbrister / Denali Nottage | 6 3       | 6 1 |     |  |

### Gruppo B

#### Giamaica vs. Guatemala
| Giamaica 2 | Club Internacional de Tenis, Asunción, Paraguay 17 giugno 2024 Terra rossa | Club Internacional de Tenis, Asunción, Paraguay 17 giugno 2024 Terra rossa                  | Guatemala 1 |     |   |  |
| \| \| \| \| 1 \| 2 \| 3 \| \| \| - \| \| ------------------------------------------------------------------------------------------- \| --- \| --- \| - \| \| \| 1 \| \| John Chin Gabriel Porras \| 6 2 \| 6 1 \| \| \| \| 2 \| \| Blaise Bicknell Kaeri Hernandez Mariona \| 6 3 \| 6 1 \| \| \| \| 3 \| \| Daniel Azar / Keyon'Dre St. Clair Clarke Kris Alessandro Hernandez Mariona / Kent Tagashira \| 4 6 \| 4 6 \| \| \| |                                                                            |                                                                                             |             |     |   |  |
| |                                                                            |                                                                                             | 1           | 2   | 3 |  |
| 1 | Giamaica (bandiera) · Guatemala (bandiera)                                 | John Chin Gabriel Porras                                                                    | 6 2         | 6 1 |   |  |
| 2 | Giamaica (bandiera) · Guatemala (bandiera)                                 | Blaise Bicknell Kaeri Hernandez Mariona                                                     | 6 3         | 6 1 |   |  |
| 3 | Giamaica (bandiera) · Guatemala (bandiera)                                 | Daniel Azar / Keyon'Dre St. Clair Clarke Kris Alessandro Hernandez Mariona / Kent Tagashira | 4 6         | 4 6 |   |  |

#### Rep. Dominicana vs. Bermuda
| Rep. Dominicana 3 | Club Internacional de Tenis, Asunción, Paraguay 17 giugno 2024 Terra rossa | Club Internacional de Tenis, Asunción, Paraguay 17 giugno 2024 Terra rossa           | Bermuda 0 |      |   |  |
| \| \| \| \| 1 \| 2 \| 3 \| \| \| - \| \| ------------------------------------------------------------------------------------ \| --- \| ---- \| - \| \| \| 1 \| \| Peter Bertran Richard Mallory \| 6 2 \| 6 2 \| \| \| \| 2 \| \| Roberto Cid Subervi Daniel Phillips \| 6 3 \| 7 64 \| \| \| \| 3 \| \| Alejandro Jose Gandini / Antonio Matteo Iaquinto Diaz James Finnigan / Tariq Simmons \| 6 2 \| 7 65 \| \| \| |                                                                            |                                                                                      |           |      |   |  |
| |                                                                            |                                                                                      | 1         | 2    | 3 |  |
| 1 | Rep. Dominicana (bandiera) · Bermuda (bandiera)                            | Peter Bertran Richard Mallory                                                        | 6 2       | 6 2  |   |  |
| 2 | Rep. Dominicana (bandiera) · Bermuda (bandiera)                            | Roberto Cid Subervi Daniel Phillips                                                  | 6 3       | 7 64 |   |  |
| 3 | Rep. Dominicana (bandiera) · Bermuda (bandiera)                            | Alejandro Jose Gandini / Antonio Matteo Iaquinto Diaz James Finnigan / Tariq Simmons | 6 2       | 7 65 |   |  |

#### Giamaica vs. Porto Rico
| Giamaica 2 | Club Internacional de Tenis, Asunción, Paraguay 18 giugno 2024 Terra rossa | Club Internacional de Tenis, Asunción, Paraguay 18 giugno 2024 Terra rossa | Porto Rico 1 |     |   |  |
| \| \| \| \| 1 \| 2 \| 3 \| \| \| - \| \| --------------------------------------------------------- \| --- \| --- \| - \| \| \| 1 \| \| John Chin Jake Fellows \| 1 6 \| 4 6 \| \| \| \| 2 \| \| Blaise Bicknell Gabriel Evans \| 6 4 \| 6 0 \| \| \| \| 3 \| \| Blaise Bicknell / John Chin Jake Fellows / Noah Hernandez \| 6 3 \| 7 5 \| \| \| |                                                                            |                                                                            |              |     |   |  |
| |                                                                            |                                                                            | 1            | 2   | 3 |  |
| 1 | Giamaica (bandiera) · Porto Rico (bandiera)                                | John Chin Jake Fellows                                                     | 1 6          | 4 6 |   |  |
| 2 | Giamaica (bandiera) · Porto Rico (bandiera)                                | Blaise Bicknell Gabriel Evans                                              | 6 4          | 6 0 |   |  |
| 3 | Giamaica (bandiera) · Porto Rico (bandiera)                                | Blaise Bicknell / John Chin Jake Fellows / Noah Hernandez                  | 6 3          | 7 5 |   |  |

#### Rep. Dominicana vs. Guatemala
| Rep. Dominicana 2 | Club Internacional de Tenis, Asunción, Paraguay 18 giugno 2024 Terra rossa | Club Internacional de Tenis, Asunción, Paraguay 18 giugno 2024 Terra rossa                | Guatemala 1 |     |          |  |
| \| \| \| \| 1 \| 2 \| 3 \| \| \| - \| \| ----------------------------------------------------------------------------------------- \| --- \| --- \| -------- \| \| \| 1 \| \| Peter Bertran Kris Alessandro Hernandez Mariona \| 6 0 \| 6 1 \| \| \| \| 2 \| \| Roberto Cid Subervi Kaeri Hernandez Mariona \| 6 0 \| 6 2 \| \| \| \| 3 \| \| Alejandro Jose Gandini / Enmanuel Munoz Juan Sebastian Dominguez Collado / Kent Tagashira \| 6 3 \| 3 6 \| [5] [10] \| \| |                                                                            |                                                                                           |             |     |          |  |
| |                                                                            |                                                                                           | 1           | 2   | 3        |  |
| 1 | Rep. Dominicana (bandiera) · Guatemala (bandiera)                          | Peter Bertran Kris Alessandro Hernandez Mariona                                           | 6 0         | 6 1 |          |  |
| 2 | Rep. Dominicana (bandiera) · Guatemala (bandiera)                          | Roberto Cid Subervi Kaeri Hernandez Mariona                                               | 6 0         | 6 2 |          |  |
| 3 | Rep. Dominicana (bandiera) · Guatemala (bandiera)                          | Alejandro Jose Gandini / Enmanuel Munoz Juan Sebastian Dominguez Collado / Kent Tagashira | 6 3         | 3 6 | [5] [10] |  |

#### Rep. Dominicana vs. Porto Rico
| Rep. Dominicana 3 | Club Internacional de Tenis, Asunción, Paraguay 19 giugno 2024 Terra rossa | Club Internacional de Tenis, Asunción, Paraguay 19 giugno 2024 Terra rossa | Porto Rico 0 |     |   |  |
| \| \| \| \| 1 \| 2 \| 3 \| \| \| - \| \| ----------------------------------------------------------------------- \| ---- \| --- \| - \| \| \| 1 \| \| Peter Bertran Jake Fellows \| 6 4 \| 6 2 \| \| \| \| 2 \| \| Roberto Cid Subervi Gabriel Evans \| 7 62 \| 6 1 \| \| \| \| 3 \| \| Peter Bertran / Roberto Cid Subervi Noah Hernandez / Luca- Julian Hotze \| 6 4 \| 6 2 \| \| \| |                                                                            |                                                                            |              |     |   |  |
| |                                                                            |                                                                            | 1            | 2   | 3 |  |
| 1 | Rep. Dominicana (bandiera) · Porto Rico (bandiera)                         | Peter Bertran Jake Fellows                                                 | 6 4          | 6 2 |   |  |
| 2 | Rep. Dominicana (bandiera) · Porto Rico (bandiera)                         | Roberto Cid Subervi Gabriel Evans                                          | 7 62         | 6 1 |   |  |
| 3 | Rep. Dominicana (bandiera) · Porto Rico (bandiera)                         | Peter Bertran / Roberto Cid Subervi Noah Hernandez / Luca- Julian Hotze    | 6 4          | 6 2 |   |  |

#### Bermuda vs. Guatemala
| Bermuda 2 | Club Internacional de Tenis, Asunción, Paraguay 19 giugno 2024 Terra rossa | Club Internacional de Tenis, Asunción, Paraguay 19 giugno 2024 Terra rossa | Guatemala 1 |     |   |  |
| \| \| \| \| 1 \| 2 \| 3 \| \| \| - \| \| ---------------------------------------------------------- \| --- \| --- \| - \| \| \| 1 \| \| Richard Mallory Kris Alessandro Hernandez Mariona \| 6 0 \| 6 3 \| \| \| \| 2 \| \| Daniel Phillips Juan Sebastian Dominguez Collado \| 6 2 \| 6 2 \| \| \| \| 3 \| \| Jack Keyes / Tariq Simmons Gabriel Porras / Kent Tagashira \| 3 6 \| 1 6 \| \| \| |                                                                            |                                                                            |             |     |   |  |
| |                                                                            |                                                                            | 1           | 2   | 3 |  |
| 1 | Bermuda (bandiera) · Guatemala (bandiera)                                  | Richard Mallory Kris Alessandro Hernandez Mariona                          | 6 0         | 6 3 |   |  |
| 2 | Bermuda (bandiera) · Guatemala (bandiera)                                  | Daniel Phillips Juan Sebastian Dominguez Collado                           | 6 2         | 6 2 |   |  |
| 3 | Bermuda (bandiera) · Guatemala (bandiera)                                  | Jack Keyes / Tariq Simmons Gabriel Porras / Kent Tagashira                 | 3 6         | 1 6 |   |  |

#### Giamaica vs. Bermuda
| Giamaica 1 | Club Internacional de Tenis, Asunción, Paraguay 20 giugno 2024 Terra rossa | Club Internacional de Tenis, Asunción, Paraguay 20 giugno 2024 Terra rossa | Bermuda 2 |     |     |  |
| \| \| \| \| 1 \| 2 \| 3 \| \| \| - \| \| ------------------------------------------------------------- \| --- \| --- \| --- \| \| \| 1 \| \| John Chin Daniel Phillips \| 1 6 \| 6 0 \| 4 6 \| \| \| 2 \| \| Blaise Bicknell Tariq Simmons \| 6 2 \| 6 0 \| \| \| \| 3 \| \| Blaise Bicknell / John Chin Richard Mallory / Daniel Phillips \| 4 6 \| 2 6 \| \| \| |                                                                            |                                                                            |           |     |     |  |
| |                                                                            |                                                                            | 1         | 2   | 3   |  |
| 1 | Giamaica (bandiera) · Bermuda (bandiera)                                   | John Chin Daniel Phillips                                                  | 1 6       | 6 0 | 4 6 |  |
| 2 | Giamaica (bandiera) · Bermuda (bandiera)                                   | Blaise Bicknell Tariq Simmons                                              | 6 2       | 6 0 |     |  |
| 3 | Giamaica (bandiera) · Bermuda (bandiera)                                   | Blaise Bicknell / John Chin Richard Mallory / Daniel Phillips              | 4 6       | 2 6 |     |  |

#### Guatemala vs. Porto Rico
| Guatemala 0 | Club Internacional de Tenis, Asunción, Paraguay 20 giugno 2024 Terra rossa | Club Internacional de Tenis, Asunción, Paraguay 20 giugno 2024 Terra rossa          | Porto Rico 3 |      |     |  |
| \| \| \| \| 1 \| 2 \| 3 \| \| \| - \| \| ----------------------------------------------------------------------------------- \| --- \| ---- \| --- \| \| \| 1 \| \| Kaeri Hernandez Mariona Marko Mesarovic \| 3 6 \| 1 6 \| \| \| \| 2 \| \| Juan Sebastian Dominguez Collado Gabriel Evans \| 7 6 \| 61 7 \| 0 6 \| \| \| 3 \| \| Kris Alessandro Hernandez Mariona / Kent Tagashira Noah Hernandez / Marko Mesarovic \| 3 6 \| 4 6 \| \| \| |                                                                            |                                                                                     |              |      |     |  |
| |                                                                            |                                                                                     | 1            | 2    | 3   |  |
| 1 | Guatemala (bandiera) · Porto Rico (bandiera)                               | Kaeri Hernandez Mariona Marko Mesarovic                                             | 3 6          | 1 6  |     |  |
| 2 | Guatemala (bandiera) · Porto Rico (bandiera)                               | Juan Sebastian Dominguez Collado Gabriel Evans                                      | 7 6          | 61 7 | 0 6 |  |
| 3 | Guatemala (bandiera) · Porto Rico (bandiera)                               | Kris Alessandro Hernandez Mariona / Kent Tagashira Noah Hernandez / Marko Mesarovic | 3 6          | 4 6  |     |  |

#### Giamaica vs. Rep. Dominicana
| Giamaica 1 | Club Internacional de Tenis, Asunción, Paraguay 21 giugno 2024 Terra rossa | Club Internacional de Tenis, Asunción, Paraguay 21 giugno 2024 Terra rossa        | Rep. Dominicana 2 |     |      |  |
| \| \| \| \| 1 \| 2 \| 3 \| \| \| - \| \| --------------------------------------------------------------------------------- \| --- \| --- \| ---- \| \| \| 1 \| \| John Chin Peter Bertran \| 1 6 \| 1 6 \| \| \| \| 2 \| \| Blaise Bicknell Roberto Cid Subervi \| 4 6 \| 2 6 \| \| \| \| 3 \| \| Blaise Bicknell / John Chin Alejandro Jose Gandini / Antonio Matteo Iaquinto Diaz \| 6 3 \| 3 6 \| 10 5 \| \| |                                                                            |                                                                                   |                   |     |      |  |
| |                                                                            |                                                                                   | 1                 | 2   | 3    |  |
| 1 | Giamaica (bandiera) · Rep. Dominicana (bandiera)                           | John Chin Peter Bertran                                                           | 1 6               | 1 6 |      |  |
| 2 | Giamaica (bandiera) · Rep. Dominicana (bandiera)                           | Blaise Bicknell Roberto Cid Subervi                                               | 4 6               | 2 6 |      |  |
| 3 | Giamaica (bandiera) · Rep. Dominicana (bandiera)                           | Blaise Bicknell / John Chin Alejandro Jose Gandini / Antonio Matteo Iaquinto Diaz | 6 3               | 3 6 | 10 5 |  |

#### Bermuda vs. Porto Rico
| Bermuda 0 | Club Internacional de Tenis, Asunción, Paraguay 21 giugno 2024 Terra rossa | Club Internacional de Tenis, Asunción, Paraguay 21 giugno 2024 Terra rossa | Porto Rico 3 |     |     |  |
| \| \| \| \| 1 \| 2 \| 3 \| \| \| - \| \| --------------------------------------------------------- \| ---- \| --- \| --- \| \| \| 1 \| \| Richard Mallory Jake Fellows \| 7 65 \| 1 6 \| 2 6 \| \| \| 2 \| \| Daniel Phillips Marko Mesarovic \| 4 6 \| 2 6 \| \| \| \| 3 \| \| James Finnigan / Jack Keyes Jake Fellows / Noah Hernandez \| 2 6 \| 4 6 \| \| \| |                                                                            |                                                                            |              |     |     |  |
| |                                                                            |                                                                            | 1            | 2   | 3   |  |
| 1 | Bermuda (bandiera) · Porto Rico (bandiera)                                 | Richard Mallory Jake Fellows                                               | 7 65         | 1 6 | 2 6 |  |
| 2 | Bermuda (bandiera) · Porto Rico (bandiera)                                 | Daniel Phillips Marko Mesarovic                                            | 4 6          | 2 6 |     |  |
| 3 | Bermuda (bandiera) · Porto Rico (bandiera)                                 | James Finnigan / Jack Keyes Jake Fellows / Noah Hernandez                  | 2 6          | 4 6 |     |  |

## Play-off

### Play-off

#### Paraguay vs. Rep. Dominicana
| Paraguay 0 | Club Internacional de Tenis, Asunción, Paraguay 22 giugno 2024 Terra rossa | Club Internacional de Tenis, Asunción, Paraguay 22 giugno 2024 Terra rossa                    | Rep. Dominicana 2 |     |   |             |
| \| \| \| \| 1 \| 2 \| 3 \| \| \| - \| \| --------------------------------------------------------------------------------------------- \| --- \| --- \| - \| ----------- \| \| 1 \| \| Hernando Jose Escurra Peter Bertran \| 4 6 \| 3 6 \| \| \| \| 2 \| \| Adolfo Daniel Vallejo Roberto Cid Subervi \| 4 6 \| 3 6 \| \| \| \| 3 \| \| Adolfo Daniel Vallejo / Martin Antonio Vergara del Puerto Peter Bertran / Roberto Cid Subervi \| \| \| \| non giocato \| |                                                                            |                                                                                               |                   |     |   |             |
| |                                                                            |                                                                                               | 1                 | 2   | 3 |             |
| 1 | Paraguay (bandiera) · Rep. Dominicana (bandiera)                           | Hernando Jose Escurra Peter Bertran                                                           | 4 6               | 3 6 |   |             |
| 2 | Paraguay (bandiera) · Rep. Dominicana (bandiera)                           | Adolfo Daniel Vallejo Roberto Cid Subervi                                                     | 4 6               | 3 6 |   |             |
| 3 | Paraguay (bandiera) · Rep. Dominicana (bandiera)                           | Adolfo Daniel Vallejo / Martin Antonio Vergara del Puerto Peter Bertran / Roberto Cid Subervi |                   |     |   | non giocato |

### Play-off promozione

#### Venezuela vs. Porto Rico
| Venezuela 2 | Club Internacional de Tenis, Asunción, Paraguay 22 giugno 2024 Terra rossa | Club Internacional de Tenis, Asunción, Paraguay 22 giugno 2024 Terra rossa | Porto Rico 0 |     |     |             |
| \| \| \| \| 1 \| 2 \| 3 \| \| \| - \| \| --------------------------------------------------------------- \| --- \| --- \| --- \| ----------- \| \| 1 \| \| Brandon Perez Marko Mesarovic \| 6 4 \| 1 6 \| 6 3 \| \| \| 2 \| \| Ricardo Rodriguez Gabriel Evans \| 6 4 \| 6 0 \| \| \| \| 3 \| \| Brandon Perez / Ricardo Rodriguez Jake Fellows / Noah Hernandez \| \| \| \| non giocato \| |                                                                            |                                                                            |              |     |     |             |
| |                                                                            |                                                                            | 1            | 2   | 3   |             |
| 1 | Venezuela (bandiera) · Porto Rico (bandiera)                               | Brandon Perez Marko Mesarovic                                              | 6 4          | 1 6 | 6 3 |             |
| 2 | Venezuela (bandiera) · Porto Rico (bandiera)                               | Ricardo Rodriguez Gabriel Evans                                            | 6 4          | 6 0 |     |             |
| 3 | Venezuela (bandiera) · Porto Rico (bandiera)                               | Brandon Perez / Ricardo Rodriguez Jake Fellows / Noah Hernandez            |              |     |     | non giocato |

### 5o-6º posto

#### Costa Rica vs. Bermuda
| Costa Rica 2 | Club Internacional de Tenis, Asunción, Paraguay 22 giugno 2024 Terra rossa | Club Internacional de Tenis, Asunción, Paraguay 22 giugno 2024 Terra rossa          | Bermuda 0 |     |   |             |
| \| \| \| \| 1 \| 2 \| 3 \| \| \| - \| \| ----------------------------------------------------------------------------------- \| --- \| --- \| - \| ----------- \| \| 1 \| \| Rodrigo Crespo Piedra Richard Mallory \| 6 1 \| 6 4 \| \| \| \| 2 \| \| Christian Felipe Winstead Tariq Simmons \| 6 3 \| 7 5 \| \| \| \| 3 \| \| Rodrigo Crespo Piedra / Christian Felipe Winstead Richard Mallory / Daniel Phillips \| \| \| \| non giocato \| |                                                                            |                                                                                     |           |     |   |             |
| |                                                                            |                                                                                     | 1         | 2   | 3 |             |
| 1 | Costa Rica (bandiera) · Bermuda (bandiera)                                 | Rodrigo Crespo Piedra Richard Mallory                                               | 6 1       | 6 4 |   |             |
| 2 | Costa Rica (bandiera) · Bermuda (bandiera)                                 | Christian Felipe Winstead Tariq Simmons                                             | 6 3       | 7 5 |   |             |
| 3 | Costa Rica (bandiera) · Bermuda (bandiera)                                 | Rodrigo Crespo Piedra / Christian Felipe Winstead Richard Mallory / Daniel Phillips |           |     |   | non giocato |

### Play-off retrocessione

#### Bahamas vs. Giamaica
| Bahamas 0 | Club Internacional de Tenis, Asunción, Paraguay 22 giugno 2024 Terra rossa | Club Internacional de Tenis, Asunción, Paraguay 22 giugno 2024 Terra rossa | Giamaica 2 |     |   |             |
| \| \| \| \| 1 \| 2 \| 3 \| \| \| - \| \| ----------------------------------------------------------- \| --- \| --- \| - \| ----------- \| \| 1 \| \| Michael Major Jr John Chin \| 4 6 \| 3 6 \| \| \| \| 2 \| \| Justin Roberts Blaise Bicknell \| 3 6 \| 4 6 \| \| \| \| 3 \| \| Denali Nottage / Justin Roberts Blaise Bicknell / John Chin \| \| \| \| non giocato \| |                                                                            |                                                                            |            |     |   |             |
| |                                                                            |                                                                            | 1          | 2   | 3 |             |
| 1 | Bahamas (bandiera) · Giamaica (bandiera)                                   | Michael Major Jr John Chin                                                 | 4 6        | 3 6 |   |             |
| 2 | Bahamas (bandiera) · Giamaica (bandiera)                                   | Justin Roberts Blaise Bicknell                                             | 3 6        | 4 6 |   |             |
| 3 | Bahamas (bandiera) · Giamaica (bandiera)                                   | Denali Nottage / Justin Roberts Blaise Bicknell / John Chin                |            |     |   | non giocato |